# Borut Mačkovšek
Borut Mačkovšek, slovenski rokometaš, * 11. september 1992 iz Izole. Rojen v Kopru. 
Rokomet je začel igrati pri osmih letih v Izoli. S 15-timi leti je odšel v Celje na šolanje in se pridružil mlajšim selekcijam celjskega rokometnega kluba. Od takrat se je njegova športna pot strmo vzpenjala. Z 18-timi leti je bil prvič poklican v slovensko člansko izbrano vrsto. Sočasno je bil reprezentant kar treh selekcij (kadeti, mladinci, člani).  Leta 2012 je v Turčiji z mladinsko reprezentanco osvojil bronasto medaljo na EP. Bil je nosilec igre.
Zaradi poškodb nekaterih igralcev je že leta 2012 nastopil na evropskem prvenstvu v Srbiji, kjer je Slovenija zasedla 6. mesto. Njegov prispevek je bil majhen, ker je večino presedel na klopi.
Leta 2013 je tudi zaradi poškodb reprezentančnih kolegov prišel ponovno kot rezerva na svetovno prvenstvo v Španiji, kjer se je bolje izkazal. Tudi s svojim klubom RK Celje Pivovarna Laško je imel izjemno sezono v Ligi prvakov. S svojo igro v tej sezoni si je prislužil naziv "najbolji rukometaš regiona 2012/2013 - Balkana". 
Za sezono 2013/2014 je podpisal pogodbo TSV Hannover-Burgdorf. Po šestih mesecih je šel v Dinamo Minsk Belorusija. Klub je propadel po vsega 14 dnevih. Mačkovšek se je vrnil v Celje, kjer je osvojil dvojno krono (pokal Slovenije in državno prvenstvo). V sezoni 2014/2015 nato dobil dobro ponudbo 14-kratnega francoskega prvaka MAHB Montpellier, kjer je zamenjal  Williama Accambraya. V Montpeliier-u se ni najbolje znašel pri čemer je znatno pripomogla mononukleoza. Po letu in pol je zapustil Montpellier in odšel v nemški klub Eisenach za šest mesecev.  
Za sezono 2017/2018 in 2018/2019 je podpisal za RK Celje Pivovarno Laško-klub, kjer se je najbolje počutil v vsej svoji športni karieri. S pomočjo izjemnega trenerja Branka Tamšeta je iskal ponovno vrhunsko formo. In res je ponovno našel formo in si s tem zagotovil mesto v reprezentanci za svetovno prvenstvo v Franciji januarja 2017. Slovenija je osvojila bronasto medaljo.
Dobre predstave v Celju so ga privedle do podpisa pogodbe z MKB Veszprem KC za sezono 2018/2019 in 2019/2020.